# 1723年臺灣
|        | 臺灣歷史 \| 台灣歷史年表 |
| 世纪： | 17世纪臺灣 \| 18世纪臺灣 \| 19世纪臺灣 |
| 年代： | 1690年代臺灣 \| 1700年代臺灣 \| 1710年代臺灣 \| 1720年代臺灣 \| 1730年代臺灣 \| 1740年代臺灣 \| 1750年代臺灣                                           |
| 年份： | 1718年臺灣 \| 1719年臺灣 \| 1720年臺灣 \| 1721年臺灣 \| 1722年臺灣 \| 1723年臺灣 \| 1724年臺灣 \| 1725年臺灣 \| 1726年臺灣 \| 1727年臺灣 \| 1728年臺灣 |
| 纪年： | 癸卯年（兔年）、清朝雍正元年 |

1723年臺灣，清朝將諸羅縣分出彰化縣，此時臺灣共一府四縣。

## 政府

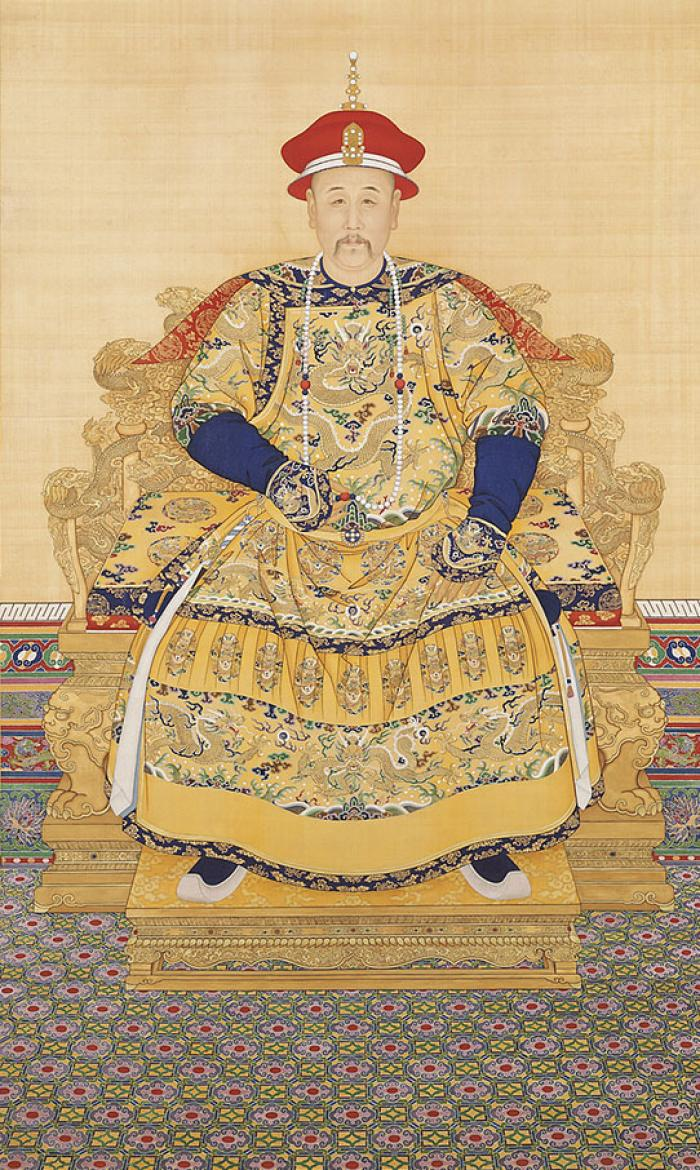
清朝皇帝：雍正帝
臺灣府知府：高鐸

## 大事記
- 9月7日（八月初八）：根據《雍正朝實錄》記載，此日兵部議覆巡視臺灣御史吳達禮上奏從諸羅縣分設知縣、典史各一員，於淡水設捕盜同知的提議，決定依照此議。於是將諸羅縣虎尾溪以北之地增設彰化縣[1]:35。